# Phylidonyris
Phylidonyris és un gènere d'ocells de la família dels melifàgids (Meliphagidae) endèmic d'Austràlia.

## Taxonomia i etimologia
El gènere Phylidonyris va ser introduït l'any 1830 pel naturalista francès René Lesson per acomodar una sola espècie, Certhia novaehollandiae (Latham, 1790), ara el menjador de mel de Nova Holanda (Phylidonyris novaehollandiae).
El nom genèric Phylidonyris combina el terme Phylédon o Philédon, utilitzat pel naturalista francès Georges Cuvier el 1817 per als frares (ara col·locats en el gènere Philemon), amb Cinnyris (Cuvier, 1816) per als suimangues.
Antigament, el menjamel frontblanc (Purnella albifrons) també estava inclòs a PhylidonyrisI però diferents estudis de filogènia molecular van suggerir el canvi.
Segons la Classificació del Congrés Ornitològic Internacional (versió 15.1, 2025) aquest gènere està format per tres espècies:
- Phylidonyris niger - menjamel de capell..
- Phylidonyris novaehollandiae - menjamel de Nova Holanda.
- Phylidonyris pyrrhopterus - menjamel de mitja lluna.